# Čudodelna svetinja
Čudodelna svetinja, znana tudi kot svetinja milostne Matere Božje, je ime, ki ga je ljudska katoliška pobožnost dala svetinji, nastali po Marijinih prikazovanjih v Rue du Bac leta 1830 v kapeli Naše Gospe čudodelne svetinje v Parizu, kjer je novinka iz pariškega samostana hčera krščanske ljubezni sv. Vincencija Pavelskega po imenu Katarina Labouré povedala svojemu spovedniku, da je videla Marijo. Po katoliškem izročilu je bila ta svetinja skovana na izrecno prošnjo Matere Božje med drugim prikazanjem (27. novembra 1830) kot pričevanje ljubezni, zagotovilo varstva in vir milosti.
Svetinja je bila prvič razdeljena leta 1832, sredi epidemije kolere v Parizu in preostali Evropi in je bila takoj uspešna: v nekaj letih je bilo po vsem svetu razdeljenih več milijonov svetinj. Zelo hitro so poročali o čudeži , ki so jih pripisovali tej svetinji. Eden od najbolj odmevnih »čudežev«, ki ga je Katoliška cerkev kanonskem postopku, je bilo spreobrnjenje Juda Alphonsa Ratisbonna leta 1842. Njegova spreobrnitev in vstop v Družbo Jezusovo sta bila široko objavljena.
Čudodelna svetinja je še danes predmet dejavne pobožnosti, vsako leto pa se razdeli več milijonov primerkov.

## Izvor in zgodovina
Ime čudodelna svetinja je nastalo, ker je bil izvor svetinje »čudežen«. Od začetka njenega razširjanja je veljalo, da je bila narejena po risbi in vzorcu, ki ga je v videnju videla anonimna sestra. Zato je izvor svetinje veljal za »čudežnega« in zato je svetinja dobila to ime. Kmalu so tisti, ki so jo nosili, pripisovali svetinji in Devici Mariji izvor »prejetih milosti« ali »zaščite«, ki so jih pogosto povzemali pod izrazom »čudeži«. 

### Marijanska prikazovanja
Katarina Labouré, mlado dekle s podeželja, je januarja 1830 vstopila v Družbo hčera krščanske ljubezni. Aprila istega leta je v samostanu na rue du Bac v Parizu opravila noviciat. Pripoveduje, da se ji je 18. julija prvič prikazala Devica Marija in ji napovedala, da bo imela »poslanstvo, ki ga mora izpolniti«. 27. novembra ji je sveta Devica v drugem videnju pokazala prednjo in hrbtno stran svetinje, ki naj bi bila narejena in razdeljena. Zagotovila ji je, da bodo »tisti, ki jo bodo nosili, deležni posebnega varstva Božje matere«. Novo videnje decembra 1830 jo je spodbudilo, da je vztrajala pri svojem spovedniku, naj dá izdelati to svetinjo.

### Prve svetinje
Mlada sestra Katarina Labouré, ki je še v noviciatu, pripoveduje duhovnemu voditelju g. Aladelu o svojih videnjih in »prošnji Device«. Ta pa je bil do njenih izjav zelo nezaupen. Katarina je januarja 1831 naredila zaobljube in odšla v hospic v Enghienu. Vztrajala je, naj se duhovnik posvetuje z generalnim superiorjem Misijonske družbe, ki pa ni bil naklonjen, zato so se odločili, da bodo zadevo predali pariškemu nadškofu de Quélenu, ne da bi razkrili Katarinino identiteto. Škof ni imel pripomb in je izjavil: »Nič ni narobe, če se svetinja skuje. To je v skladu z vero in pobožnostjo. Prispeva lahko k češčenju Boga.« Nadškof pa je bil previden glede »vizije« sestre in je prosil, naj se je ne razkrije, ter sklenil, da se bo »drevo sodilo po sadovih.«
Prve svetinje so bile skovane junija 1832 in takoj razdeljene. Pariz je bil takrat žrtev epidemije kolere, ki se je začela v Moskvi in je prestolnico prizadela spomladi leta 1832. Pri širjenju svetinje so pomagale sestre usmiljenke (vključno s Katarino Labouré), ki so si prizadevale pomagati žrtvam epidemije. Nekatere so poročale o primerih »nepojasnjenih ozdravitev zaradi svetinje«. Ki je postala izjemno priljubljena; po Franciji in svetu se je širila zelo hitro. V sedmih letih je bilo skovanih več kot 10 milijonov medalj in razširjenih po vsem svetu.
Februarja 1834 je bila svetinja že opisana kot »čudežna«, ne da bi bila kakor koli povezana s Katarino Labouré in z marijanskimi videnji, ki naj bi jih ona prejela. Svetinja, splošno znana kot »čudodelna svetinja«, tega naziva ne dolguje »dejstvu, da je sama po sebi čudežna, temveč zato, ker je njen izvor čudežen«. Brošura, objavljena 20. avgusta 1834 (z naslovom Notice historique sur l'origine et les effets d'une nouvelle médaille en l'honneur de l'Immaculée Conception de la Très Sainte Vierge Marie, généralement connue sous le nom de la Médaille miraculeuse), je bila zelo hitro razdeljena v deset tisoč izvodih. V brošuri je navedeno, da je bila svetinja skovana po navedbah neke redovnice, ki je imela »videnje«, vendar brez navedbe njenega imena ali kakršnih koli podatkov, na podlagi katerih bi jo bilo mogoče identificirati.

### Razširjenje in uspeh
Svetinja se je zelo hitro širila: leta 1834 je bilo razdeljenih več kot 500.000 svetinj, v sedmih letih jih je bilo po vsem svetu skovanih in razdeljenih več kot 10 milijonov, leta 1876 pa je bila presežena ena milijarda.
Leta 1836 je bila opravljena temeljita kanonična preiskava. Pariški nadškof je prosil, da bi osebno zaslišal vidkinjo, vendar je njen spovednik g. Aladel to zavrnil in se postavil po robu msgr. de Quélenu, s čimer je ohranil anonimnost vidkinje. V njegovih sklepih (13. julija 1836) beremo, da »svetinja izvira iz duhovnega videnja. Je ilustracija tega, kar naj bi v kapeli videla sestra usmiljenka sv. Vincencija Pavelskega (ime Katarine Labouré ni omenjeno). Izraženo je mnenje, da videnje ni moglo biti zgolj namišljeno, saj se je pojavilo večkrat. To ni bil učinek sanj niti plod vzvišene domišljije, saj se je zgodil podnevi, med molitvijo ali mašo. Učinki svetinje se zdijo sredstvo, s katerim je nebo potrdilo resničnost videnja in resničnost besed vidkinje ter odobrilo izdelavo in razširjanje svetinje.«
V 20. stoletju je širjenje »čudodelne svetinje« dobilo nov zagon zaradi sv. Maksimiljana Kolbeja in gibanj, ki jih je ustanovil ali jih je navdihnil njegov marijanski apostolat. Ta mladi redovnik (tretjega reda manjših bratov konventualcev) je namreč izbral »čudodelno svetinjo« za razpoznavno znamenje članov Misijona Brezmadežne, ki ga je leta 1917 ustanovil v Rimu.
Še danes samo v kapeli na Rue du Bac  vsako leto prodajo štiri milijone svetinj.

### Evropska zastava
Avtor oblikovanja evropske zastave, Arsène Heitz, je leta 1987 izjavil, da je imel vlogo tako pri zasnovi zastave kot tudi pri verskem navdihu zasnove. Izjavil je, da je »zastava Evrope zastava Notre Dame«. Uradnik Sveta Evrope je avgusta 1987 dejal: »Prosili so me, naj oblikujem zastavo Evrope. Nenadoma se mi je porodila zamisel, da bi na modro ozadje postavil dvanajst zvezd čudodelne svetinje iz Rue du Bac. Moj projekt je bil soglasno sprejet 8. decembra 1955, na praznik brezmadežnega spočetja.«
Svetinja je ovalne oblike.
Omeniti je treba, da je bil Katarinin prvotni opis Device za svetinjo nekoliko drugačen: Devica je nosila zlato kroglo s križem na vrhu, česar v ikonografiji svetinje ni. V njenem videnju je bil Marijin gib, ko je nagnila roke navzdol, drug gib in drug položaj. To je položaj, ki je bil izbran za svetinjo. Kip Device z oblo je bil izdelan in nameščen v kapeli na Rue du Bac nekaj let pozneje. Ko je sestra Dufès opozorila na razliko med videnjem Device z oblo in upodobitvijo na svetinji ter Katarino vprašala, »ali bi bilo treba spremeniti obliko svetinje«, je odločno odgovorila: »Zagotovo ne!« Vizualna upodobitev svetinje je tako ostala nespremenjena in v skladu z zadnjim videnjem iz decembra ter tako, kot ga je leta 1832 zapisal g. Aladel. Neki ameriški frančiškan je kljub temu dal izdelati nekaj svetinj »Device z oblo«

### Ikonografija prednje strani svetinje
- Devica Marija je upodobljena stoječa, njene roke so rahlo odmaknjene od telesa in odprte, iztegnjene proti zemlji, v odprtosti in darovanju.
- Kača pod Marijinimi nogami je strta. To spominja na podobo iz 1 Mz 3,15: »Sovraštvo bom narédil med teboj in ženo ter med tvojim zárodom in njenim zárodom. On ti bo glavo strl, ti pa boš prežála na njegovo peto.« V boju med dobrim in zlim (ki ga simbolizira kača) nam na pomoč priskoči Marija.
- Svetlobni žarki simbolizirajo milosti, ki jih dobimo na priprošnjo Device Marije [5] .
- Molitev »O Marija, brez madeža spočeta, prosi za nas, ki se k tebi zatekamo«, je izpisana ob robu svetinje in obdaja Marijin lik. »Marija, spočeta brez greha«, spominja na marijansko dogmo o »brezmadežnem spočetju«, ki jo je papež razglasil leta 1854 in ki je bila ponovljena med prikazovanji v Lurdu leta 1858: »Jaz sem brezmadežno spočetje«. Ta molitev je vzklik za pridobitev želene milosti.
- V letu 1830 so bila tri zaporedna prikazanja Device Marije Katarini Labouré .

### Ikonografija hrbtne strani svetinje
Elementi hrbtne strani so naslednji:
- V sredini je črka »M« za Marijo. Črka se prepleta s prečko, ki podpira vznožje križa. [5] Črka »M« je prepletena z Jezusovim križem in spominja na nerazdružno vez med njima.
- Dvanajst zvezd simbolizira dvanajst Izraelovih plemen in dvanajst apostolov. Marija je v središču izraelskega ljudstva in Cerkve. Teh dvanajst zvezd najdemo v odlomku iz knjige Razodetja z Ženo iz Razodetja (Raz 12,1).
- Srce, obdano s trnovo krono, je Jezusovo srce (Sveto Srce).[5] Jezus je Marjeti Mariji Alacoque razodel Kristusovo srce, simbol njegove neskončne in brezmejne ljubezni.[6]
- Srce, prebodeno z mečem, je Marijino brezmadežno srce, ki je neločljivo povezano z Jezusovim srcem, »kot da bi predstavljalo bolečino matere, ki vidi trpljenje svojega otroka«. Tudi v najbolj tragičnih trenutkih Kristusovega trpljenja in smrti je bila Marija navzoča in je z njim delila njegovo trpljenje.
- Prečka in križ simbolizirata preizkušnjo. Evharistično obhajanje v krščanskem življenju aktualizira žrtev križanja.

## Češčenje in milosti
- S posebno papeževo naklonjenostjo je bil 1. januarja 1839 v pariški škofiji odobren praznik brezmadežnega spočetja v litanije Device Marije pa uveden vzklik »Marija, brez madeža spočeta«.
- Leta 1842 je Alfonz Ratisbonne, Jud, brat Teodorja, ki se je spreobrnil leta 1827 (takrat je bil vikar), in sin strasbourškega bankirja, nosil svetinjo s seboj, ko je obiskal baziliko Sant'Andrea delle Fratte v Rimu. Imel je videnje Device Marije in se spreobrnil v katolištvo.
- Leta 1878 je bila v Sloveniji ustanovljena ženska redovna družba, posvečena skrbi za bolne in umirajoče: Marijine sestre čudodelne svetinje.
- Leta 1894 je Kongregacija za obrede odobrila uvedbo liturgičnega praznika prikazanja čudodelne svetinje, ki se praznuje 27. novembra.
- Svetinja je bila množično in vsesplošno razširjena. Mnogi kristjani (in drugi) jo nosijo. Tu in tam se poroča o izjemnih milostih, ki se ji pripisujejo.
- Po svetu je več cerkva ali kapel posvečenih Mariji s čudodelno svetinjo. Tako v Parizu, Hamrunu (Malta), Ridgewoodu (New York), Torontu. Spomenik je tudi v Marylandu.